# Crocifisso di San Domenico ad Arezzo
Il Crocifisso di San Domenico ad Arezzo (336x267 cm) è una croce sagomata e dipinta a tempera e oro su tavola di Cimabue (pseudonimo di Cenni Bencivieni di Pepo), databile attorno al 1268-1271 circa e conservata nella chiesa di San Domenico di Arezzo. Prima opera attribuita al maestro, vi si legge un distacco dalla maniera bizantina all'insegna di un maggior espressionismo.

## Storia
La croce è affine al Crocifisso della basilica di San Domenico di Giunta Pisano sia perché Giunta Pisano era stato l'artista più stimato e di riferimento alla metà del secolo sia perché la chiesa domenicana aretina non poteva non dipendere dalla chiesa principale dell'ordine, la basilica di San Domenico a Bologna.
Da sempre conservato nella chiesa, il Crocifisso di Cimabue fu restaurato una prima volta nel 1917 e, più recentemente, nel 2005. Non è ricordato dalle fonti antiche e il primo a pubblicarlo fu Cavalcaselle nel 1875, che però lo attribuì a Margaritone d'Arezzo. Adolfo Venturi (1907) fu il primo a fare il nome di Cimabue, seguito con decisione dal Toesca (1927), che fu confermato da quasi tutti gli studiosi successivi. Lo hanno attribuito ad altri artisti pochi studiosi quali van Marle, Del Vita, Sirèn, Lavagnino, Garryson e Nyholm.

## Descrizione
La croce riporta l'iconografia del Christus patiens, cioè un Cristo morente sulla croce, con gli occhi chiusi, la testa appoggiata sulla spalla e il corpo inarcato a sinistra.
Il torace è segnato da una muscolatura tripartita, le mani appiattite sulla croce e i colori preziosi, sia per l'uso dell'oro che del rosso.
I lati della croce sono decorati con figure geometriche che imitano una stoffa. Ai lati del braccio orizzontale della croce sono presenti i due dolenti a mezzo busto in posizione di compianto, che guardando lo spettatore piegano la testa e l'appoggiano a una mano. Sono la Vergine e san Giovanni evangelista a sinistra e destra rispettivamente, entrambi vestiti con l'agemina. 
In alto è presente la scritta I.N.R.I. per esteso (Hic est Ihesus Nazarenus Rex Iudeorum=Gesù Nazareno Re dei Giudei). Nel tondo in alto è raffigurato il Cristo benedicente.

## Stile

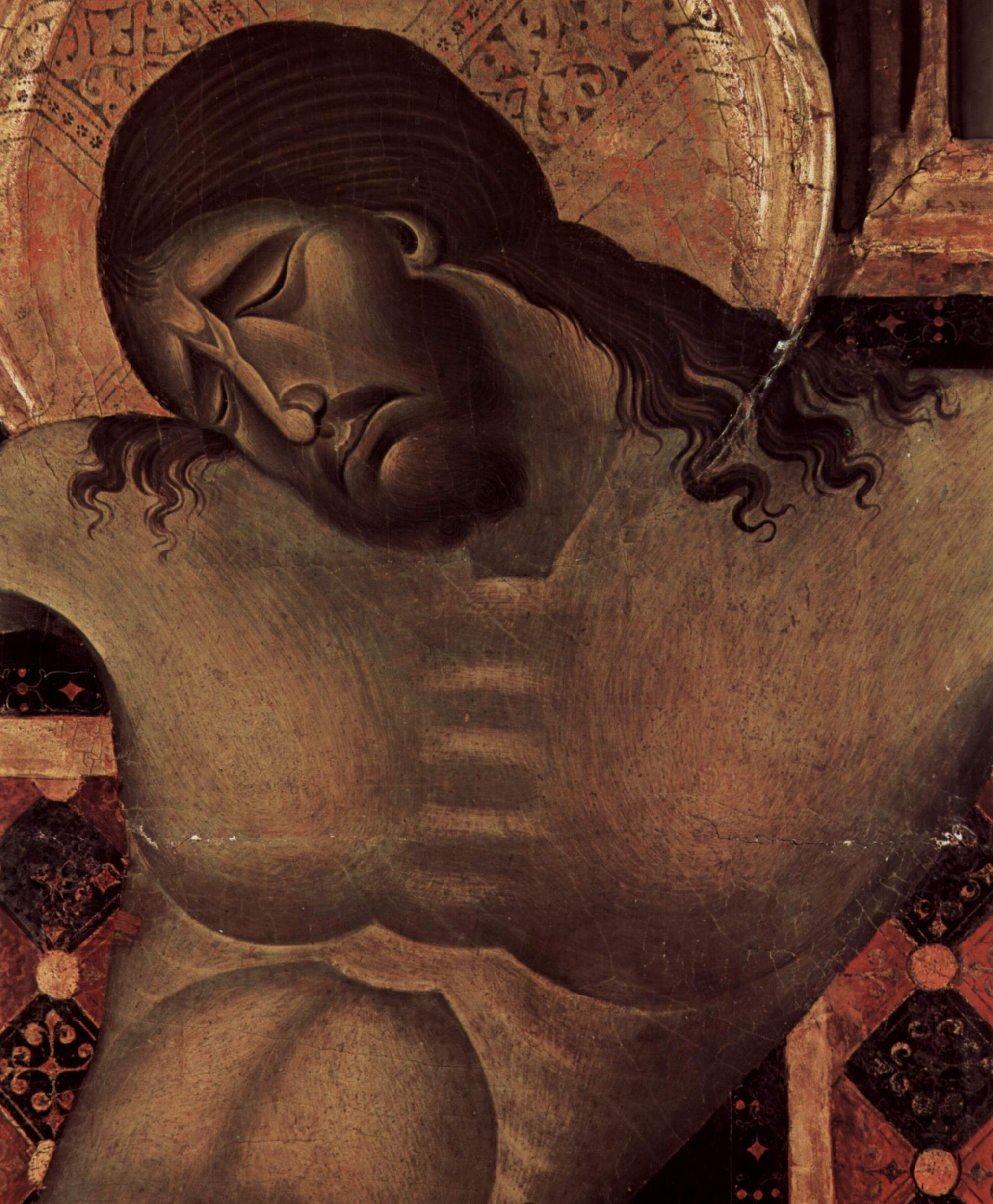
particolare del volto e del torace

Quest'opera di Cimabue è fortemente ispirata al Christus patiens di Giunta Pisano nella basilica di san Domenico a Bologna. Il corpo di Cristo, il tipo di panneggio e la decorazione della croce derivano da Giunta e la croce aretina potrebbe apparire come una semplice imitazione se non fosse per la particolare flessione, che si sforza di trovare un equilibrio fra realismo e intellettualismo, con effetto più dinamico ed espressivo, ma anche di geometrica purezza. Cimabue infatti arcuò ancora maggiormente il corpo di Cristo, che ormai deborda occupando tutta la fascia alla sinistra della croce. 
Inoltre Cimabue riesce ad imprimere maggiore volumetria all'intera figura e alle singole parti del corpo, dotando i muscoli di un vigore ed una possanza solo parzialmente raggiunti prima. Ciò è conseguito grazie ad un pittoricismo che fa uso di righe scure molto sottili, parallele e concentriche, tracciate con la punta del pennello, la cui densità si fa più alta nelle zone scure e più rada nelle zone chiare del corpo. Il corpo è diviso in aree circoscritte e ben distinte, quasi come i pezzi di un'armatura scomponibile. Nelle zone di contatto tra zone diverse, per esempio al confine tra i muscoli pettorali e il costato, si passa improvvisamente da un'alta ad una bassa frequenza di righe sottili, mentre all'interno della stessa area, per esempio entro il muscolo pettorale, si ha un gradiente, un passaggio graduale che crea una modulazione chiaroscurale ben precisa e autonoma. 
Questo pittoricismo crea una pittura densa e pastosa, un corpo bronzeo, come una lamina a sbalzo su una superficie piana, raggiungendo una tensione muscolare e una volumetria ancora più marcate rispetto alla croce di Giunta a Bologna.
Anche il volto e la capigliatura non sono risparmiati da questo pittoricismo esasperato. I peli della barba, riuniti in tante ciocchettine sottili in Giunta, sono qui così fini da essere dipinti singolarmente e fondersi con le linee dei chiaroscuri degli zigomi. Le ciocche dei capelli si sfrangiano in ciocchettine sempre più minute, un effetto ben più marcato rispetto alla precedente croce giuntesca.
Più dolce è il volto di Cristo, anche se ottenuto con uno stile ancora asciutto, quasi "calligrafico". La smorfia di dolore è più realistica, in ossequio alle richieste degli ordini mendicanti. il colore è steso in un tratteggio sottile che imprime al volto uno stacco dalla tavola.
Lo studio recente, rigoroso e dettagliato di Luciano Bellosi, ha permesso di stabilire come il crocifisso sia da ricondurre alla fase giovanile del pittore, sia da considerare la primissima opera tra quelle sopravvissute ed attribuite oggi a Cimabue e databile quindi attorno al 1270. A rivelare una datazione così precoce sono le crisografie bizantine presenti nel perizoma di Cristo e nelle vesti dei due dolenti, motivi che Cimabue non adotterà più nelle opere successive, a partire già dal crocifisso di Santa Croce che è considerata la sua seconda opera, di poco anteriore al 1280. 
Anche il pittoricismo summenzionato ereditato da Giunta Pisano diventa più fluido nelle opere immediatamente successive, con passaggi chiaroscurali sempre più morbidi. Questo già a partire dal Crocifisso di Santa Croce.
Sui volti di tutte le figure sono presenti una cavità profonda a forma di cuneo, nel punto in cui il sopracciglio incontra la base del naso e sopra il labbro superiore della Vergine è presente una striscia bianca che produce l'effetto di uno sdoppiamento. Questi tratti bizantineggianti, che Cimabue ha ereditato dal maestro o artista ispiratore Giunta Pisano, sono ancora presenti nel Crocifisso di Santa Croce, ma scompariranno nelle opere successive. Ma è soprattutto il profondo solco che dall'angolo dell'occhio attraversa tutta la guancia ad essere rivelatore in questo senso: questo tratto arcaico è presente su tutti i volti di questo crocifisso, solo accennato sul volto della Madonna dolente (ma assente sugli altri volti) nel crocifisso fiorentino e del tutto assente a partire dalla Maestà del Louvre, collocabile intorno al 1280.

## Galleria d'immagini

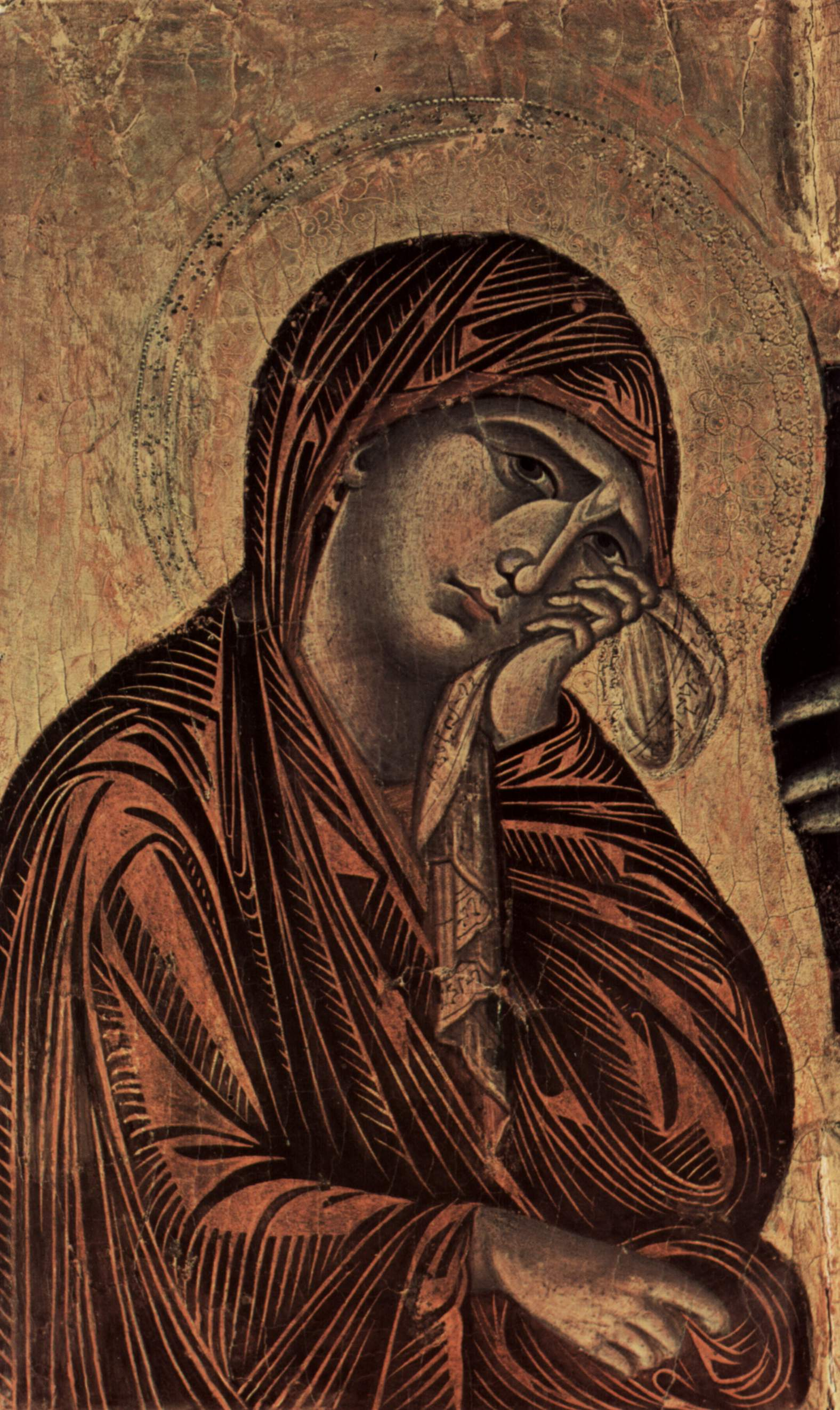
Madonna
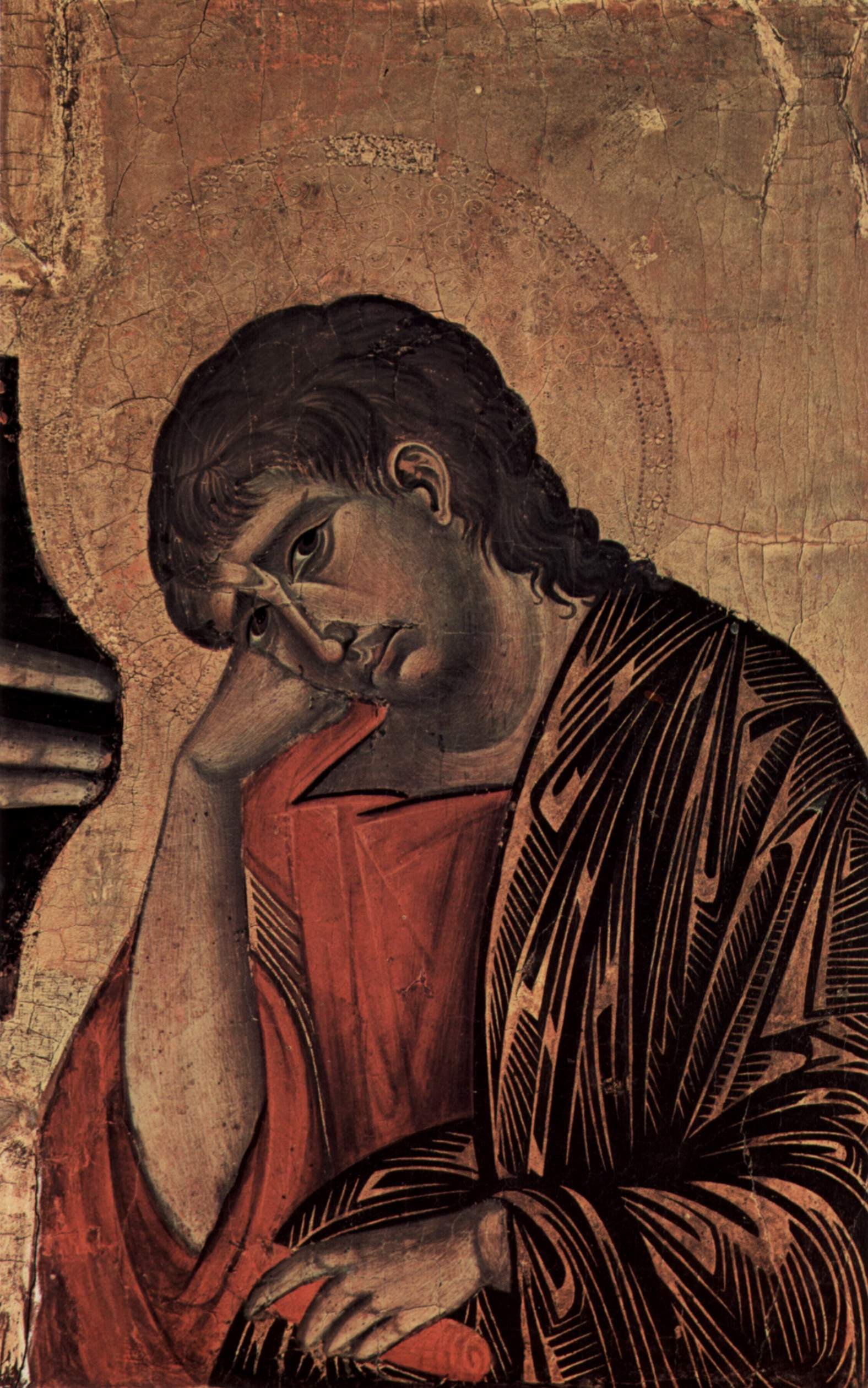
San Giovanni
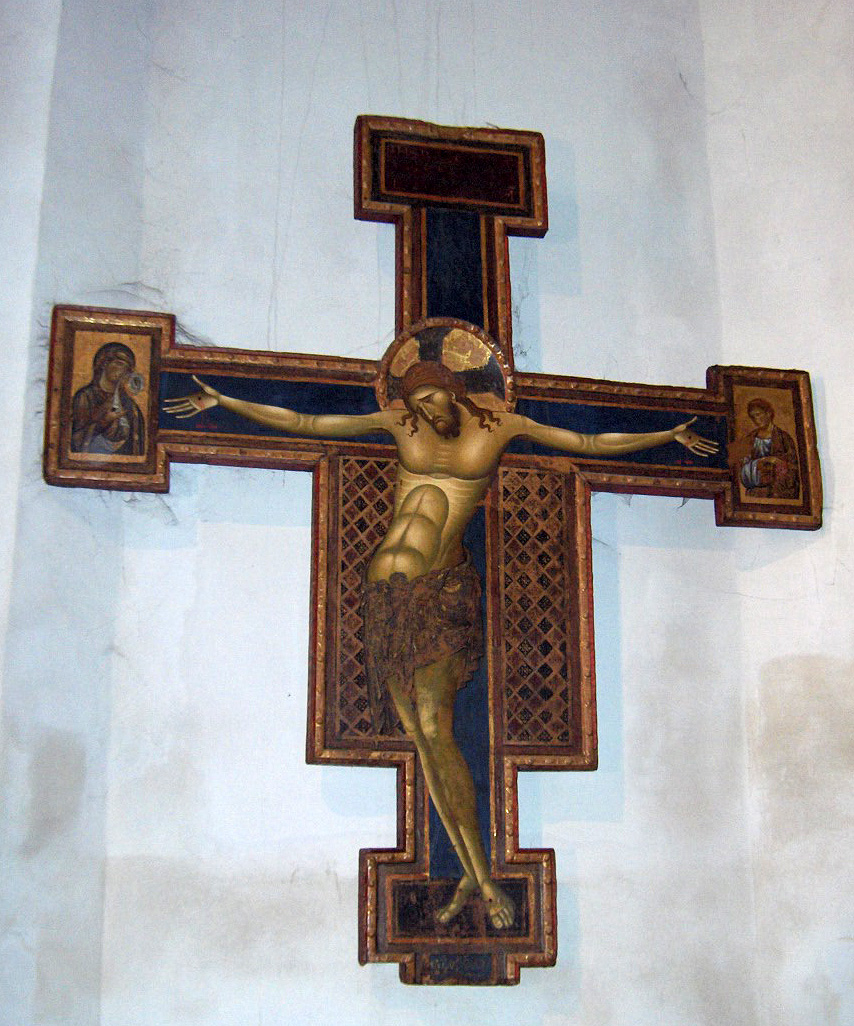
Il Crocifisso di Giunta Pisano, basilica di San Domenico, Bologna.